# Uki (Animationsserie)
Uki ist eine belgische Animationsserie aus dem Jahr 2010. Die Hauptfigur ist ein gelbes kleines Geschöpf, das zusammen mit seinen jungen Wächtern die Welt entdeckt.

## Handlung
Der knuddelige Uki sieht die Welt mit eigenen Augen und empfindet dabei viele Emotionen. Allerdings spricht er nicht und muss sich daher durch Geräusche und Gesten ausdrücken. Seine wichtigsten Freunde sind die Sonne, der Mond und die Wolke. Sie passen auf ihn auf und gemeinsam erleben sie viele Abenteuer und lernen Neues kennen.

## Produktion und Veröffentlichung
Die Serie wurde 2010 von Creative Conspiracy und Top Floor Productions in Belgien produziert. Dabei sind 51 Folgen entstanden. Die Erstausstrahlung in Belgien war am 3. April 2010 auf Club RTL und Ketnet und die deutsche Erstausstrahlung war am 2. Mai 2011 auf Nickelodeon Deutschland. Zudem wurde die Serie auf DVD veröffentlicht.